# Dani California
"Dani California" é o primeiro single do álbum Stadium Arcadium, nono de estúdio da banda de rock norte-americana Red Hot Chili Peppers. Lançado primeiramente na loja do iTunes, foi oficialmente lançado em 1 de maio de 2006, no Reino Unido e no dia 2 de maio do mesmo ano nos Estados Unidos.
O lançamento mundial em rádios ocorreu em 3 de abril de 2006, quando Don Jantzen da rádio KTBZ-FM, situada em Houston, tocou "Dani California" constantemente durante seu programa de três horas de duração. O single estreou no rank Billboard Hot 100 na 24ª posição, subindo em seguida para a 3ª posição, se tornando o terceiro single da banda a conseguir chegar ao Top 10 da Billboard.
Além disso, "Dani California" foi a segunda canção na história a estrear em primeiro na parada Hot Modern Rock Tracks. A música ganhou dois Grammy Awards, nas categorias "Melhor Canção de Rock" e "Melhor Performance Por um Duo ou Grupo de Rock com Vocal".

## Plágio
Existem evidências de que essa música seria um plágio da canção Mary Jane's Last Dance, de Tom Petty, que anteriormente trabalhou com o mesmo produtor que o Red Hot Chili Peppers neste álbum. O caso nunca foi parar nos tribunais devido a um acordo entre as partes.
O assunto chegou a ser abordado no programa Top-Top da MTV Brasileira em 29 de dezembro de 2010, que apontou as semelhanças entre as músicas, que mesmo sendo sensacionalista, apontou lados que caracterizam o plágio.

## Videoclipe
O videoclipe da canção estreou na MTV em 4 de abril de 2006, e foi dirigido por Tony Kaye. Nele, os Red Hot Chili Peppers tocam a canção caracterizados como várias outras bandas e artistas do rock, desde os anos 50 a 2000, dos gêneros e movimentos rockabilly, invasão britânica, rock psicodélico, funk rock, glam rock, punk rock, rock gótico, hair metal e grunge, os artistas que aparecem pela seguinte ordem: Elvis Presley e The Blue Moon Boys (anos 50), Beatles (início dos anos 60), The Jimi Hendrix Experience (final dos anos 60), Parliament-Funkadelic (início dos anos 70, Flea fantasiado de Bootsy Collins), David Bowie (meados dos anos 70, Flea vestido de Ziggy Stardust), Sex Pistols (final dos anos 70), The Misfits (início dos anos 80), Poison (final dos anos 80), Nirvana (anos 90) e, finalmente, eles próprios (anos 2000, quando a música Dani California foi lançada, a banda em si surgiu na década de 1980).

## Faixas
CD single 1 5439 15759-2
1. "Dani California" (edição rádio) - 3:54
2. "Million Miles of Water" – 4:06

CD single 2 9362 42925-2
1. "Dani California" (edição rádio) – 3:54
2. "Whatever We Want" – 4:48
3. "Lately" – 2:56

Single 7" 5439 15758-7
1. "Dani California" (edição rádio) – 3:54
2. "Whatever We Want" – 4:48

Single 12"
1. "Dani California" (edição rádio) – 3:54
2. "Dani California" (versão álbum) - 4:42

Single promocional PR015735
1. "Dani California" (edição rádio) – 3:54

## Posição nos gráficos
| Gráfico (2006)                   | Melhor posição |
| -------------------------------- | -------------- |
| Dinamarca                        | 1              |
| ARIA Top 40 Digital Tracks Chart | 2              |
| Letônia Airplay Top              | 2              |
| Suécia                           | 2              |
| UK Singles Chart                 | 2              |
| Argentina Top 100                | 69             |
| FIMI                             | 4              |
| Swiss Charts                     | 4              |
| VG-lista                         | 5              |
| Billboard Hot 100                | 6              |
| Adult Top 40                     | 5              |
| Top 40 Mainstream                | 25             |
| Hot Mainstream Rock Tracks       | 1              |
| Alternative Songs                | 1              |

| Gráfico (2006)       | Melhor posição |
| -------------------- | -------------- |
| RIANZ                | 6              |
| Irish Singles Chart  | 7              |
| Ö3 Austria Top 40    | 7              |
| ARIA Charts          | 8              |
| Dutch Top 40         | 8              |
| Israel               | 8              |
| Bélgica              | 9              |
| Media Control Charts | 12             |
| Peru Top 100         | 12             |
| SNEP                 | 57             |